# Eylettersite
L'eylettersite è un minerale appartenente al gruppo della plumbogummite descritto nel 1972 in base ad un ritrovamento avvenuto nella pegmatite Kobokobo nella regione di Kivu, Repubblica Democratica del Congo.
Il nome del minerale è stato attribuito in riferimento alla moglie dello scopritore Léopold Van Wambeke.
L'eylettersite si scioglie lentamente nell'acido solforico a caldo e presenta una debole fluorescenza ai raggi ultravioletti di colore bruno panna a grande lunghezza d'onda e giallo verde a corta lunghezza d'onda.
Questo minerale è radioattivo.

## Morfologia
L'eylettersite è stata scoperta sotto forma di noduli polverulenti.

## Origine e giacitura
L'eylettersite è stata trovata nella pegmatite associata a feldspato, apatite, columbite, cyrtolite, fosfuranilite.
Il minerale si formato a partire da vene di minerali fosfatici ricchi di calcio ed alluminio che hanno subito una profonda alterazione nella pegmatite. Le soluzioni di fosfati hanno prodotto un'alterazione parziale l'uraninite producendo ossidi e soprattutto fosfati simili alla fosfuranilite causando quindi la liberazione del torio e del piombo contenuti nell'uranilite. Il torio, nella prima fase di ossidazione si presenta come un composto amorfo idrato associato ad ossidi di uranio come la schoepite, l'arrivo della soluzioni di fosfato ricche di alluminio porta ad una nuova fase di lisciviazione dell'uranio che causa un arricchimento in metalli nei fosfati di alluminio pertanto localmente si verificano le condizioni opportune alla formazione dell'eylettersite e delle crandalliti radioattive.